# Салома (име)
Салома или Саломе женско име хебрејског порекла изведено од речи шалом што значи мир. Једна од варијанти овог имена је Селма.
У Библији се помиње Салома, ћерка Херода, која је као награду за свој плес од краља тражила главу светог Јована Крститеља (књига по Марку (6:17)). Такође се помиње и друга Салома, Исусова следбеница, мајка светог Јована и Јакова.

## Имендани
- 29. јун.
- 22. октобар.
- 17. новембар.

## Варијације
- Шаломе
- Саломе (мађ. Szalóme)